# Грб Јордана
Грб Јордана је званични хералдички симбол државе Хашемитска Краљевина Јордан. Грб је усвојен 1921. године.
Грб се налази на краљевском плашту, на чијем је врху круна. Она је симбол монархије. Плашт је симбол хашемитског престола, гримизна боја представља жртву, а сребрна чистоћу. Две заставе у позадини симбол су Велике арапске побуне против турске власти. Орао у средини грба симбол је снаге и моћи. Приказан је како стоји на глобусу, а његова раширена крила дотичу заставе Велике арапске побуне. Плава боја глобуса симболузије распрострањеност ислама широм света, а бронзани штит испред њега одбрану истине и правде. Оружја на грбу, попут копаља, лукова и стрела, традиционална су арапска оружја. Испод штита налазе се сноп пшенице и грана палме. На златној траци исписано је државно гесло „Абдулах ибн ел Хусеин, краљ хашемитске краљевине Јордан, који се нада успеху и помоћи од Бога“. На гесло је окачен орден Ал-Нахде, највише јорданско одликовање.